# オオクボシダ

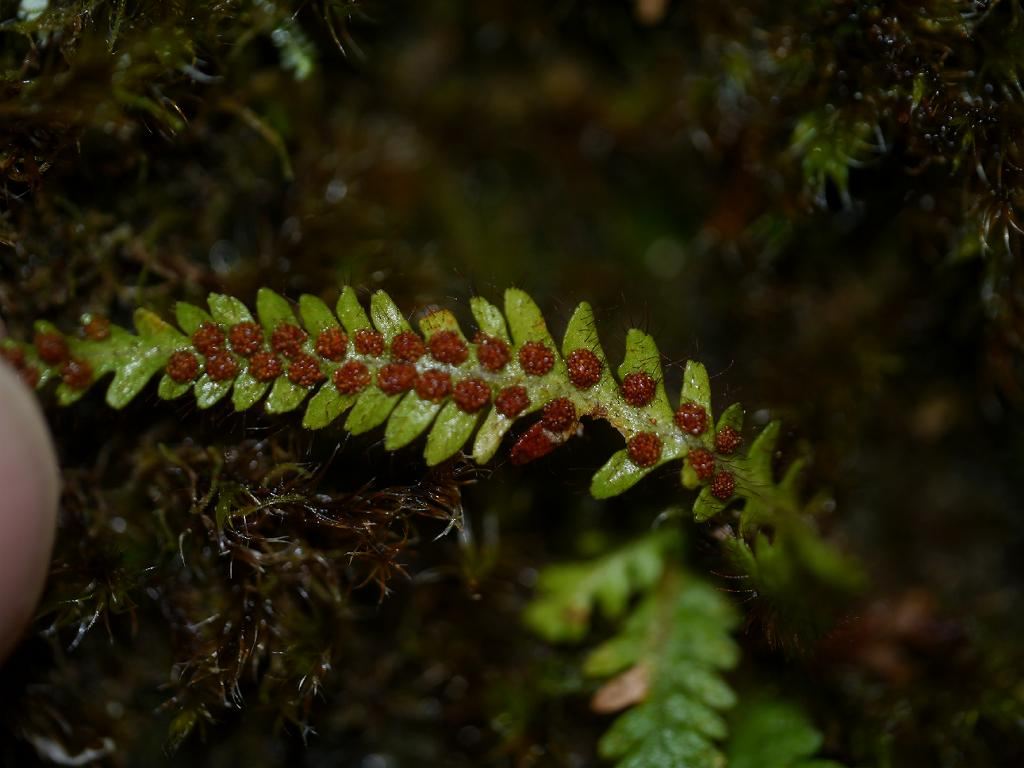
葉裏・胞子嚢群

オオクボシダ Micropolypodium okuboi (yatabe) Copel. は、ヒメウラボシ科のシダの1種。ごく小さく、コケに紛れるようにして生える。

## 特徴
常緑性の草本。根茎は短く斜めに立ち、数枚の葉を束にして出す。葉は大抵は垂れる。茎と葉の基部にある鱗片は褐色、膜質でやや硬く、披針形で縁はなめらか、先端に向けて次第に細くなる。長さは2mm、幅は基部で0.7mm。
葉は日本では大きくても15cm、時に20cmを超えるものもあった由だが、現在の日本ではもっと小さいものばかりである。中には長さ1cmで胞子嚢群を付ける葉もある。ただし、国外では25cmにまでなる。おおむね南へ行くほど大きくなる傾向がある。葉柄は短くて褐色を帯び、2mmほどの毛を付ける。葉身は狭披針形から線形で、羽状に深く裂け、先端に向かって幅が狭くなる。側方に出る裂片は長楕円形で先端は丸い形から尖るものまであり、縁に鋸歯はない。大きい裂片で長さ3-6mm、幅2-4mm。葉身は表裏両面に赤褐色の硬い毛が立つように生える。葉脈は外からは見えにくい。側脈は羽片に1本だけで、その中で分枝することは少ない。胞子嚢群は楕円形で、各羽片の基部近くに1つずつ配置する。葉全体で見れば、中心を通る主脈の両側に1列に並ぶ形である。胞子嚢は無毛。

### 名称について
オオクボシダには多くの別名がある。標準和名であるオオクボシダは、明治時代の植物学者である大久保三郎にちなむ。ただし最初に採集したのは彼ではなく、1877年頃（明治10年頃）に東京博物局員であった小野職愨らが和歌山県で採集し、これにコケシダと名付けた。その後、東京大学の大久保がこれを箱根山で採集し、この名が生まれたという。コケシダは小さくて一見コケのようだとの命名である。他に別名としてムカデシダ、ヒメコシダ、ナンキンコシダ、ヨウラクシダがある。ムカデシダについてはその葉の形をムカデに見立てたものである。
中国での名は梳葉蕨である。

## 分布
日本では本州の関東以西、四国、九州に産する。国外では台湾に分布するほか、海南島からも知られている。牧野(1961)は北限として茨城県筑波山、群馬県榛名山の名を挙げている。光田(1986)は岩手県五葉山以南としている。

## 生育環境
山地の森林内に生育する。山地の樹幹や岩の上に着生する。北のものほど小型で、岩の上に生じるものが多く、南のものほど大型で、ほとんどが樹幹に着生する。いずれもコケの間に付着している。

## 分類
同属では、日本にあるのは本種だけである。ただし近縁属のキレハオオクボシダ（キレハオオクボシダ属） Ctenopteris sakaguchiana は本種によく似ている。外見的な違いとしては、名の通り、羽片が深裂ではなく全裂、つまり個々の羽片が主脈までの切れ込みで区分されることである。また1つの羽片に複数の胞子嚢群がつく。これらが所属するヒメウラボシ科のものはさらに数種が日本にはあるが、外見的にはかなり異なる。
ちなみに熱帯域に分布の中心を持つこの科の中で、本種はもっとも北に分布する種である。

## 保護の状況
環境省のレッドリストでは特に取り上げてはいないが、都道府県別では非常の多くの場所で指定を受けている。中でも絶滅危惧I類に指定している県が14ある。
各地で減少しているとされ、その理由として環境悪化や道路整備などによる生育地の破壊が挙げられている。また、園芸目的の採集圧が著しいと考えられる。岩槻編(1992)でも『見つかると取られてしまう』と書き、小型のものしか見ないのもその為であるとする。さらに環境の破壊に言及しつつもその上で『片端から取られる』のでは『早晩絶滅』する懸念があると（図鑑としては異様に厳しい調子で）述べている。ちなみに栽培そのものは非常に難しく、「数年もてば良い方」であるとのこと。